# Saargau
Le Saargau primitif du traité de Meerssen comprenait :
- l'Oberer Saargau – parfois appelé Haute Sargovie ou Sargovie supérieure – territoire de la vallée de la Sarre de sa source au pied du Donon jusqu'à sa confluence avec l'Eichel entre Herbitzheim et Kalhausen au sud de Sarreguemines. La ville de Sarrebourg en était la capitale avec le château de Saarburg et l'abbaye de Hesse. Fin du Xe siècle, ce comté fut réuni au comté de Bliesgau sous l'autorité d'un comte Folmar, décédé avant 995, comte palatin de Metz

- l'Unterer Saargau – parfois appelé Sargovie inférieure – territoire qui comprenait Sarrebruck, Sarrelouis, Saarburg, qui au Xe siècle porta le nom de comitatus Waldervinga, tiré de Wallerfangen sur la rive gauche de la Sarre, qui fut démembré au siècle suivant au profit de l'Église de Metz et du comté de Sarrebruck.